# Carl Hermansen
Pour les articles homonymes, voir Hermansen.
Carl Martin Hermansen, né le 5 février 1897 à Silkeborg (Danemark) et mort le 9 novembre 1976 à Hjørring (Danemark), est un homme politique danois membre du parti Venstre et ancien ministre.

## Distinctions
- Chevalier de l'ordre de Dannebrog